# Diesi
La diesi (o diesi menor) és una coma o petit interval musical que apareix en el sistema d'afinació just, jugant el mateix paper que la coma pitagòrica juga en el sistema de Pitàgores.
Així com el cercle de quintes del sistema de Pitàgores conté una quinta de llop que és una coma pitagòrica menor que la justa, en el sistema just la quinta del llop és més gran que la justa en una diesi.
La seva expressió racional és {\displaystyle {\frac {128}{125}}} i la seva magnitud comparativa és de 41 cents.
L'aparició de la diesi com un interval "positiu" o "per excés" de la quinta del llop respecte de les justes, és causada per la corresponent reducció de diverses de les altres quintes del cercle, en una coma sintònica. En reduir en una coma sintònica una de cada quatre quintes (d'un cercle de dotze), resulta que la quinta del llop creix en la mateixa mesura. Així doncs la quinta del llop del sistema just (una diesi més gran que la justa) és tres comes sintònica major que la del pitagòric.
El mateix raonament serveix per afirmar que la diesi és igual a tres comes sintòniques menys una coma pitagòrica.
De manera recíproca, mentre que la diesi és un excés de la quinta de llop sobre la quinta justa o pitagòrica, quan l'interval format per tres terceres majors successives es compara amb la vuitena, és una diferència igual a una diesi. Aquesta diferència és negativa respecte de la vuitena: les tres terceres majors pures no arriben a igualar a la vuitena i el dèficit és precisament una diesi.

## La Diesi major
Quan es té en compte el sistema just menor (que redueix en una coma sintònica una de cada tres quintes per aconseguir terceres menors pures), s'ha de diferenciar entre la diesi que resulta en cada un dels dos sistemes. A causa de la preferència tradicional per les terceres majors, la denominació de diesi sense especificació de la seva mida es refereix a la diesi menor que correspon al sistema just major.
En canvi, en el sistema just menor es redueixen quatre quintes en total (una de cada tres d'un cercle de dotze) i per això la diesi corresponent és quatre comes sintònica menor que la justa. Per això a la diesi del sistema just menor se la coneix per  diesi major .
L'expressió racional de l'diesi major és {\displaystyle {\frac {648}{625}}} i la seva magnitud comparativa és de 62,6 cents.

## Desenvolupament matemàtic

### L'excés de la quinta del llop
En el sistema just, la diesi és l'excés de la quinta del llop sobre la quinta justa.
La quinta del llop pitagòrica és l'última del cercle de dotze quintes, onze justes i una del llop, i es pot expressar com l'excés de les set vuitenes corresponents sobre les primeres 11/5 justes: 
{\displaystyle 2^{7}:\left({\frac {3}{2}}\right)^{11}={\frac {2^{7+11}}{3^{11}}}={\frac {2^{18}}{3^{11}}}={\frac {262144}{177147}}}, amb 678,5 cents, 23,5 cèntims (una coma pitagòrica) menys que la quinta justa de 702 cents.
En augmentar aquesta quinta del llop en tres comes sintònica, resulta que la quinta del llop del sistema just és: 
{\displaystyle {\frac {2^{18}}{3^{11}}}\times \left({\frac {81}{80}}\right)^{3}={\frac {2^{18}\times 3^{12}}{3^{11}\times (2^{4}\times 5)^{3}}}={\frac {2^{6}\times 3}{5^{3}}}={\frac {192}{125}}}, amb 743 cèntims, és a dir, 41 cèntims (una diesis) més gran que la quinta justa de 702 cents.
L'excés d'aquesta quinta del llop sobre la quinta justa dona una diesi igual a 
{\displaystyle {\frac {192}{125}}:{\frac {3}{2}}={\frac {2^{6}\times 3\times 2}{5^{3}\times 3}}={\frac {2^{7}}{5^{3}}}={\frac {128}{125}}}, amb 41 cèntims.

### El dèficit de tres terceres majors
Ja que una tercera major consta de quatre quintes, tres terceres majors donen la volta completa al cercle de 12 quintes. La diferència d'una octava sobre tres terceres majors consecutives, és una diesi.
La tercera més gran del sistema just és {\displaystyle {\frac {5}{4}}}, igual a la que existeix entre els harmònics 5 i 4 de la sèrie harmònica.
Així doncs la diesi és: 
{\displaystyle 2:\left({\frac {5}{4}}\right)^{3}={\frac {2\times 4^{3}}{5^{3}}}={\frac {128}{125}}}

### Diesi major: l'excés de quatre terceres menors
Ja que una tercera menor consta de tres quintes, quatre terceres menors donen la volta completa (en sentit antihorari) al cercle de 12 quintes. La diferència de les quatre terceres menors consecutives sobre una vuitena, és una  diesi major .
La tercera menor del sistema just és {\displaystyle {\frac {6}{5}}}, igual a la que existeix entre els harmònics 6 i 5 de la sèrie harmònica.
Així doncs la diesi és: 
{\displaystyle \left({\frac {6}{5}}\right)^{4}:2={\frac {6^{4}}{5^{4}\times 2}}={\frac {648}{625}}}